# اچ‌ام‌اس ئی۴۰
اچ‌ام‌اس ئی۴۰ (به انگلیسی: HMS E40) یک زیردریایی بود که طول آن ۱۸۱ فوت (۵۵ متر) بود. این زیردریایی در سال ۱۹۱۶ ساخته شد.